# Halima Godane
Halima Mohamed Yusuf, được biết đến với cái tên Halima Godane ("người khom lưng") (1935-1994) là một nhà thơ và nhà hoạt động người Somalia/
Sinh ra ở Kismayo, Godane kết hôn năm chín tuổi với Bulqaas của Ali Seleebaan. Cô chuyển đến Mogadishu vào cuối những năm 1940, gia nhập Đoàn Thanh niên Somalia; vào đầu những năm 1950, cô được bầu làm thành viên của ủy ban phụ nữ của đảng. Vào những dịp lễ quốc gia, cô sẽ đọc thơ buraanbur, chiêu đãi đám đông trong các buổi họp mặt thường xuyên. Vào ngày 12 tháng 10 năm 1954, lần đầu tiên cô đọc thuộc lòng những gì sẽ trở thành tác phẩm nổi tiếng nhất của cô, một bài thơ ca ngợi lá cờ của Somalia. Năm 1958, cô là một trong số những người ủng hộ Haaji Mahammad Husseen trong mong muốn thành lập Liên đoàn Somalia Lớn; cùng năm đó, cô được bầu vào hội đồng thành phố của Mogadishu. Năm 1967, cô lại chuyển đảng, sang Đảng Xã hội của Công nhân, và năm 1974, cô nhận được một giải thưởng và lương hưu hàng tháng từ Mogadishu được ủy quyền bởi Mohamed Siad Barre. Godane vẫn kiên định trong niềm tin xã hội chủ nghĩa của mình và mong muốn nhìn thấy một Somalia thống nhất cho đến khi cô qua đời.